# Hermann Bach (Politiker)
Hermann J. Bach (* 8. März 1897 in Darmstadt; † 30. März 1966 in Friedberg) war ein deutscher Jurist und Staatssekretär.

## Leben
Bach studierte Rechts-, Staats- und Verwaltungswissenschaften an der Albert-Ludwigs-Universität Freiburg, der Rheinischen Friedrich-Wilhelms-Universität Bonn, der Johann Wolfgang Goethe-Universität Frankfurt am Main und der Justus-Liebig-Universität Gießen. 1922 wurde er Regierungsassessor im Innenministerium des Volksstaates Hessen. 1927 wurde er Leiter des Hessischen Landeskriminalamtes in Darmstadt. 1931 übernahm er die Leitung der Polizeidirektion in Offenbach. Nach der „Machtergreifung“ der Nationalsozialisten wurde er als Mitglied der Deutschen Zentrumspartei beurlaubt. Er stand dann im engen Kontakt mit den Widerstandskämpfern Carl Friedrich Goerdeler und Wilhelm Leuschner.
Nach 1945 wurde er Mitglied der SPD und durch die Amerikaner zum Landrat im Landkreis Friedberg berufen. 1949 wurde er als Nachfolger von Hermann Brill Leiter der Staatskanzlei des Landes Hessen unter Ministerpräsident Christian Stock (SPD).
Seit 1915 war er Mitglied der katholischen Studentenverbindung K.D.St.V. Hohenstaufen Freiburg im Breisgau.